# 나이트 온라인
나이트 온라인은 노아시스템에서 개발하고 엠게임에서 서비스하는 대한민국의 MMORPG 게임이다.

## 게임소개

### 배경스토리

#### 세계
붉은 노을 너머로 두 개의 푸른 달이 떠오르면 갈라진땅의 틈새에서 깊은 잠에 빠져 있던 전사들의 망령이 깨어난다. 끝없는 전쟁과 거짓말, 뜨거운 지옥의 불길에서 탈출한 괴수들, 미나크 숲을 지배하던 녹색 안개가 걷히는 날 숨겨진 비밀의 문이 열린다. 열쇠를 그 4대 현자들이 가지고 있을 것이었다.소중한 가족들과 터전을 한순간에 빼앗겨버린 주인공들은 과거로부터 유일한 해결책이라고 전해져 오는 4대 현자의 흔적을 찾아서 그 힘과 지혜를 빌어 마물들에게 힘없이 쓰러져간 인간들의 원혼을 위로하고, 인간의 세상을 인간의 것으로 온전히 지켜낼 수 있을까?

#### 눈물
잿빛 하늘에 붉은 비가 내릴 때, 천상으로부터 버림받은 신 파토스의 광기어린 파괴가 시작되었다. 그러나 천상의 신들은 구원을 바라는 사람들의 기도에 응답하지 않았다. 생존을 위한 처절한 전쟁은 7년간 계속되어 전사들의 피는 대지를 적셨고 강이 되어 바다로 흘러갔다. 그리고 수많은 영웅들이 남긴 무용담은 어머니의 노래가 되어 아이들에게 전해졌다.

#### 저주
여섯 왕국의 전사들로 이루어진 피아나 기사단은 대륙의 끝으로 도망친 파토스를 쫓았다. 스스로의 마성에 지배당한 파토스는 검은색의 피를 흘리고 있었다. 파토스를 둘러싼 전사들은 천상의 신조차도 소멸시켜버린다는 금지된 마법진을 펼쳤다. 잠시후, '나를 핍박한 모든 인간들에게 검은 피의 저주가 있으리라.'라는 파토스의 절규와 함께 거대한 빛의 소용돌이가 대지를 덮쳤다. 하늘이 푸른 빛을 되찾을 때 그곳엔 아무것도 남아있지 않았다. 피아나 기사단은 파괴의 군주 파토스와 함께 세계의 저편으로 사라진 것이다. 그리고 세월이 흘러 엘모라드에서 새로운 삶을 시작한 전사들은 파토스의 검은 피가 흐르는 아이들을 낳았다. 어떤 아이들은 광야에 버려졌고, 어떤 아이들은 도시의 어둡고 습한 지하에서 사람들의 눈을 피해 살아야 했다. 사람들은 저주 받은 아이들을 마족이라 불렀다.

### 영원한 전쟁
사람들은 마족의 몸에서 뿜어져 나오는 마기로부터 자신들을 지키기 위해 그들을 학살했다. 살아남은 마족들은 엘모라드를 탈출해 이스칸즈 산맥 너머 얼음으로 뒤덮인 땅에 그들만의 국가 카루스를 세웠다. 그 후로 전쟁은 200년간 계속되었다. 이 두 세력의 전쟁은 서로의 영토를 차지하기 위한 정치적인 것이 아니라 각자의 생존을 위한 것이다. 플레이어는 이 두 세력 중 하나를 선택하여 자신이 속한 세력의 승리를 이끌어 내야 한다.

## 캐릭터

### 카루스

#### 전사
높은 힘과 체력으로 전쟁의 선두에 서는 캐릭터, 후에 [버서커] 및 [버서커 히어로]로 전직 할 수 있다.캐릭터실전격투에 능한 타고난 투사이자 미모의 아가씨. 입이 무겁고 곤경에 처한 사람들의 말을 잘 들어줘서 많은 사람들에게 인기가 있다.

#### 로그
지그에논의 정기를 많이 받은 투아렉 가문의 전사들로 구성되며, 육체와 정신이 균형을 이루고 있으며 단검과 활을 능숙하게 사용할 수 있다. 후에 [헌터] 및 [쉐도우 베인]으로 전직 할 수 있다.

#### 마법사
선천적으로 작은 체구와 약한 힘을 가지고 있으나 높은 지능과 마성을 가지고 있다. 후에 [메이지] 및 [엘리멘탈 로드]로 전직할 수 있다.

#### 사제
순수하게 정화된 정신 에너지를 이용해 치료를 하거나 마법과 저주를 걸 수 있는 가공한 힘을 발휘한다. 후에 [샤먼] 및 [쉐도우 나이트]로 전직할 수 있다.

### 엘모라드

#### 전사
발전된 검술을 통해 강해진 캐릭터로서 후에 [블레이드] 및 [블레이드 마스터]로 전직 할 수 있다.

#### 로그
신체적으로 약한 적들을 한번에 처리를 하도록 교육을 받았으며, 자신의 몸을 숨기는 능력또한 뛰어나다. 후에 [레인저] 및 [카사르 후드]로 전직 할 수 있다.

#### 마법사
오랜 전통을 가진 마법사들은 카루스와 비교해 절대 떨어지지 않는 마력을 가지고 있다. 후에 [메이지] 및 [아크 메이지]로 전직 할 수 있다.

#### 사제
순수 치료의 힘과 몬스터들에게 대항하기 위해 저주와 마법 능력, 그리고 동료의 잠재적인 능력을 끌어내는 능력까지 가지게 되었다. 후에 [클레릭]과 [팔라딘]으로 전직 할 수 있다.

## 스킬

### 카루스, 엘모라드

#### 전사
처음엔 기본스킬만 가지며 1차 전직 후 공격, 방어, 열정 스킬 추가되고 2차 전직 후 마스터 스킬이 추가 된다.

#### 로그
처음엔 기본 스킬만 가지며, 1차 전직 후 암살, 궁술, 탐색 스킬이 추가되고 2차 전직 후 마스터 스킬이 추가 된다.

#### 마법사
처음엔 기본 스킬만 가지며, 1차 전직 후 화염, 냉기, 전격스킬이 추가 되고 2차 전직 후 마스터 스킬이 추가 된다.

#### 사제
처음엔 기본 스킬만 가지며, 1차 전직 후 치료, 엑스타시, 부적 스킬이 추가 되고 2차 전직 후 마스터 스킬이 추가 된다.

## 전쟁

### 루나전쟁
루나 전쟁: 30레벨 이상이면 참여가 가능하며 경험치를 잃지 않는다.
> 전쟁이 끝나면 결과와 함께 양국의 군사가 전사한 숫자 공지
> 전쟁에서 승리하면 패전국에 침입을 할 수 있으며, 각 마을을 탈환하면 노아와 기여도를 획득할 수 있다.

### 다크전쟁
30~59레벨의 저레벨 대상의 전쟁이며, 죽으면 기여도만 잃는다.

### 전쟁존
일주일에 3번 치러지는 국가 전쟁만 빼고 입장 가능
- 아르드림: 35~59레벨 유저들만 입장이 가능하며, 존에 입장을 하게 되면 전쟁은 바로 시작이 된다.
- 로나크랜드 거점지: 69레벨 이하만 입장 가능한 존
- 로나크랜드: 83레벨까지 입장 가능한 존
- 이 존에는 유니크 몬스터들이 출현하며, 이들을 잡으면 유니크 아이템을 드롭한다.
- 아르드림과 로나크 랜드 거점지에서는 적국을 죽이면 경험치+기여도를 획득하며 일부 유니크 몬스터를 잡으면 레더 포인트도 획득
- 로나크 랜드에서는 적국을 죽이면 기여도+레더 포인트

### 월드 챔피언십
나이트 월드 챔피언십
- 현재 약 3회정도의 대회가 진행
- 대상국가: 한국, 미국, 일본, 중국
- 경기진행 방식
  - 4개국이 각 한번씩 경기를 진행하고, 나중에 결과에 따라 상위 2팀이 결승을 치르는 방식
  - 경기 전용 서버에서 진행
- 특징: 엠게임 유일의 국제 대회